# グスピニ
グスピニ（イタリア語: Guspini）は、イタリア共和国サルデーニャ州南サルデーニャ県にある、人口約12,000人の基礎自治体（コムーネ）。

## 地理

### 位置・広がり

#### 隣接コムーネ
隣接するコムーネは以下の通り。
- アルブス
- ゴンノスファナーディガ
- パビッローニス
- サン・ニコロ・ダルチダーノ (OR)
- テッラルバ (OR)

## 行政

### 分離集落
グスピニには、以下の分離集落（フラツィオーネ）がある。
- Montevecchio (アルブスと共有), Sciria, Sa Zeppara